# Walter Homolka

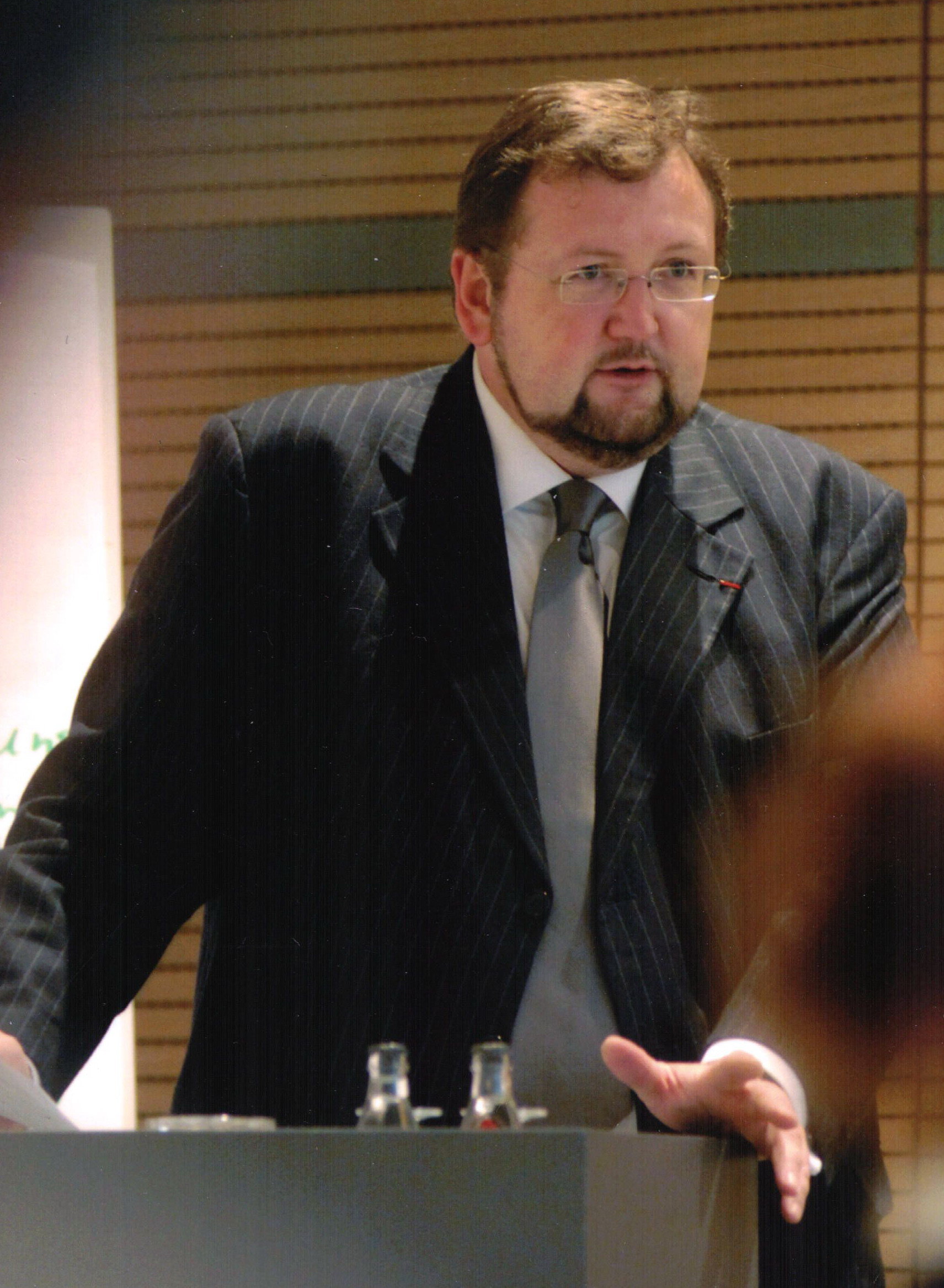
Walter Homolka (2007)

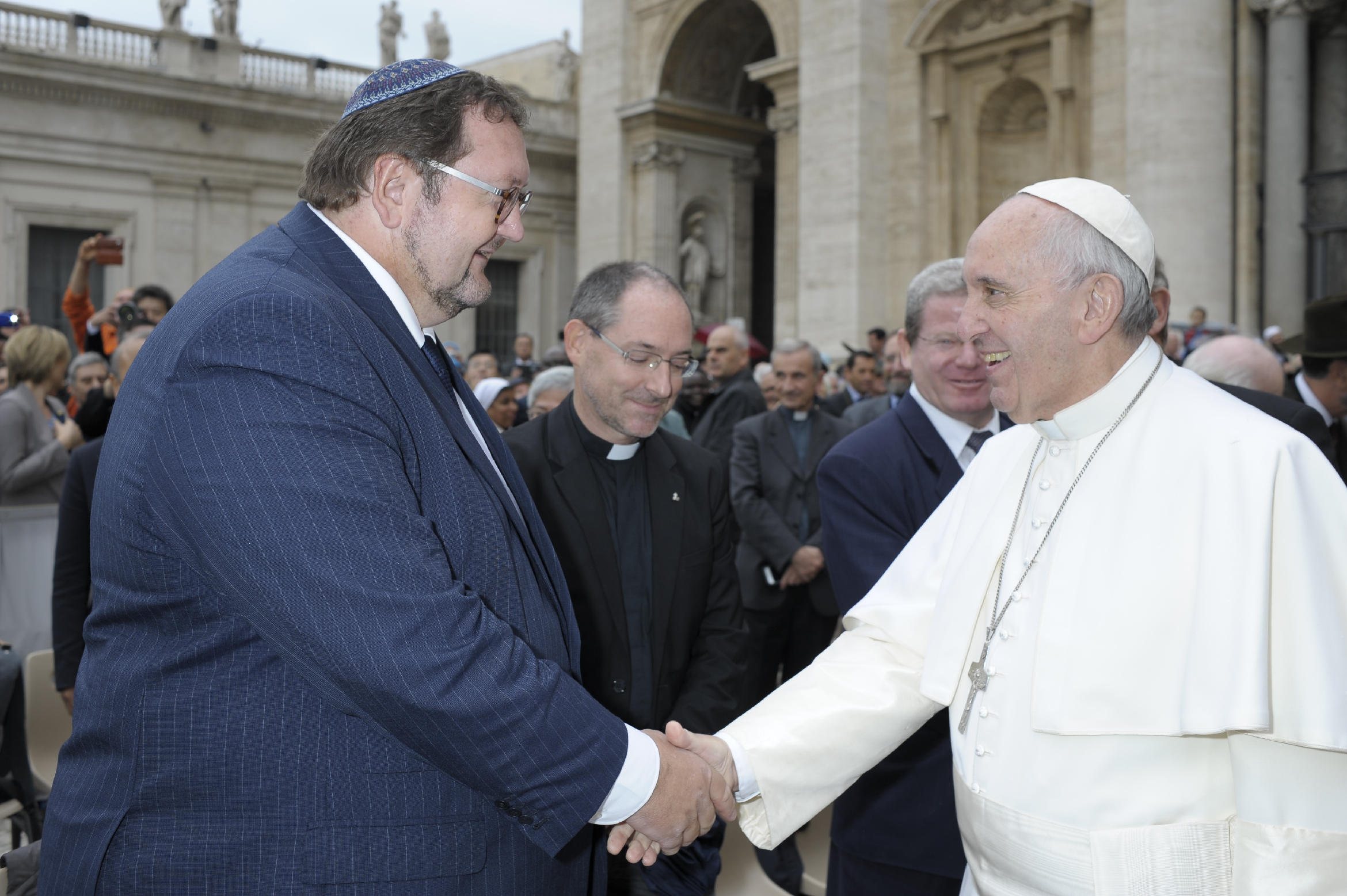
Audiencja papieska, 28 października 2015 r. z okazji pięćdziesięciolecia Nostra Aetate. Papież Franciszek wita rabina Waltera Homolkę

Walter Homolka (ur. 21 maja 1964 w Landau an der Isar, Niemcy) jest rektorem Kolegium im. Abrahama Geigera (niem. Abraham Geiger Kolleg) oraz dyrektorem School of Jewish Theology na Uniwersytecie Poczdamskim. W 2018 roku polska Rada Chrześcijan i Żydów wybrała rabina Homolkę laureatem honorowej nagrody „Człowiek Pojednania”. Od 2014 r. zajmuje stanowisko profesora uczelnianego na kierunku Współczesnej Żydowskiej Filozofii Religii ze szczególnym uwzględnieniem żydowskich denominacji i dialogu międzyreligijnego. Walter Homolka jest prezesem Fundacji im. Leo Baecka w Brandenburgii, członkiem rady nadzorczej Fundacji im. Eugena Bisera w Monachium, członkiem Kręgu Żydzi i Chrześcijanie przy Centralnym Komitecie Katolików Niemieckich w Bonn-Bad Godesberg, przewodniczącym Fundacji Wspierania Utalentowanych Studentów Żydowskich im. Ernsta Ludwiga Ehrlicha, członkiem zarządu World Union for Progressive Judaism w Jerozolimie, wiceprezydentem European Union for Progressive Judaism w Londynie oraz członkiem Towarzystwa Polsko-Niemieckiego w Brandenburgii.

## Życie
Po maturze rozpoczął studia teologii, filozofii i judaistyki jako stypendysta niemieckiej fundacji Studienstiftung des deutschen Volkes i Niemieckiej Centrali Wymiany Akademickiej (Deutscher Akademischer Austauschdienst). W 1986 r. otrzymał stopień „Bachelor theologiae seu divinitatis” na uniwersytecie Ludwika i Maksymiliana w Monachium. Kontynuował studia w Leo Baeck College w Londynie. W 1989 roku uzyskał dyplom w dziedzinie pedagogiki dorosłych w Wyższej Szkole Filozofii w Monachium (Hochschule für Philosophie München). Trzy lata później obronił pracę doktorską o rabinie Leo Baecku i niemieckim protestantyzmie w King’s College w Londynie (1992). W 1993 r. uzyskał tytuł Master of Philosophy w dziedzinie studiów żydowskich na University of Wales Trinity Saint David; w 2015 r. na tej samej uczelni obronił doktorat, którego tematem były żydowskie badania życia Jezusa jako fenomen postkolonialny i ich wpływ na dialog żydowsko-chrześcijański. Po złożeniu egzaminów w Kolegium Leo Baecka, 2 czerwca 1997 r. ordynowany na rabina. W 1999 roku otrzymał stypendium naukowe Marshall Memorial Fellowship z German Marshall Fund of the United States. W latach 1999–2002 członek kolegium Centrum Studiów Europejsko-Żydowskich im. Mojżesza Mendelssohna na Uniwersytecie w Poczdamie, pełnił także funkcję rabina liberalnej gminy żydowskiej w Monachium i rabina krajowego Dolnej Saksonii. Zawodowo związany był z takimi firmami i organizacjami jak: Bayerische Hypotheken- und Wechselbank, Bertelsmann, Greenpeace, Alfred-Herrhausen-Gesellschaft für internationalen Dialog, Kultur-Stiftung der Deutschen Bank AG. Od września 2002 jest rektorem Kolegium im. Abrahama Geigera, pierwszego od czasu Shoah seminarium kształcącego w Niemczech rabinów. Walter Homolka jest podpułkownikiem rezerwy przy Federalnym Ministerstwie Obrony.

## Dialog chrześcijańsko-żydowski
Walter Homolka, były rabin krajowy Dolnej Saksonii jest członkiem kuratorium Niemieckiej Rady Koordynacyjnej Towarzystw Współpracy Żydów i Chrześcijan oraz członkiem kuratorium Towarzystwa Współpracy Żydów i Chrześcijan w Berlinie. Jako członek rady nadzorczej Fundacji im. Eugena Bisera należy do głównych promotorów dialogu żydowsko-chrześcijańsko-muzułmańskiego w Niemczech. W kierowanej przez siebie Fundacji im. Ernsta Ludwiga Ehrlicha zainicjował program „DialogPerspektiven”, który daje młodym ludziom możliwość prowadzenia dialogu interreligijnego. Autor austriackiego tygodnika katolickiego „Die Furche” (w latach 2005–2015 miał w nim własną kolumnę) i wieloletni uczestnik Kręgu Żydzi i Chrześcijanie przy Centralnym Komitecie Katolików Niemieckich należy do prominentnych partnerów dialogu żydowsko-katolickiego. Założyciel i wykładowca jedynej w kontynentalnej Europie instytucji akademickiej kształcącej rabinów, kieruje w niej Katedrą Żydowskiej Filozofii Religii Czasów Nowożytnych. Działalność naukowa Katedry i regularne podróże naukowe studentów do Rzymu przyczyniają się do dialogu z Kościołem Katolickim podobnie jak współpraca z Katolicką Akademią Środków Masowego Przekazu Konferencji Biskupów Austriackich i współpraca Instytutu Teologii Żydowskiej na Uniwersytecie w Poczdamie z Wydziałem Teologii Katolickiej Uniwersytetu w Poznaniu.

### Główne dzieła
- The Encyclopedia of Jewish-Christian Relations (mit Rainer Kampling, Christoph Markschies und Peter Schäfer. Walter de Gruyter Berlin/Boston 2017 – 2021)
- Jewish Jesus Research and Its Challenge to Christology Today (Brill Leiden 2016)
- Die Tora deutsch/hebräisch nach der Übersetzung von Ludwig Philippson (Herder 2015)
- Jesus Reclaimed – Jewish Perspectives on the Nazarene (Berghahn Oxford/New York 2015)
- „...damit sie Jesus Christus erkennen” – Die neue Karfreitagsfürbitte für die Juden (mit Erich Zenger. Herder 2008)
- Gemeinsam vor Gott: Gebete aus Judentum, Christentum und Islam (mit Martin Bauschke und Rabeya Müller. Gütersloher Verlagshaus 2004)
- Jüdische Identität in der modernen Welt – Leo Baeck und der deutsche Protestantismus (Gütersloher Verlagshaus 1999)

### Związki z Polską
Walter Homolka utrzymuje od lat intensywne kontakty z Polską, zarówno z instytucjami naukowymi, jak i gminami żydowskimi. Jako profesor Uniwersytetu w Poczdamie jest inicjatorem polsko-niemieckich projektów realizowanych we współpracy z Instytutami Judaistyki Uniwersytetu Wrocławskiego i Uniwersytetu Jagiellońskiego w ramach programu Erasmus, np. dorocznych konferencji młodych naukowców w 2016 i 2017 r. (z UJ). Efektem roboczego spotkania Waltera Homolki z profesorami Wydziału Teologii Katolickiej Uniwersytetu Adama Mickiewicza w Poznaniu wiosną 2018 jest umowa o współpracy i wymianie studentów oraz nauczycieli akademickich w ramach programu Erasmus, a także planowane na początek 2019 r. wspólne seminarium z homiletyki. Walter Homolka był organizatorem uroczystej ordynacji absolwentów Kolegium im. Abrahama Geigera w Synagodze pod Białym Bocianem we Wrocławiu, która odbyła się w 2014 r. w 75. rocznicę wybuchu II wojny światowej i 140. rocznicę śmierci Abrahama Geigera, żydowskiego uczonego, wrocławskiego rabina i patrona Kolegium. Ordynację na rabina lub kantora otrzymało wówczas siedmiu absolwentów w obecności niemieckiego ministra spraw zagranicznych i przedstawicieli polskiego rządu. Kolegium im. Abrahama Geigera utrzymuje ścisłe kontakty z gminami żydowskimi w Warszawie, Wrocławiu i Krakowie. W 50. rocznicę ogłoszenia deklaracji „Nostra Aetate” II soboru watykańskiego odbyła się z inicjatywy Waltera Homolki zorganizowana wraz z Towarzystwem Współpracy Chrześcijańsko-Żydowskiej w Poczdamie i Towarzystwem Polsko-Niemieckim w Brandenburgii dyskusja panelowa z udziałem prof. dr Hanspetera Heinza (Augsburg), przewodniczącego Kręgu Żydzi i Chrześcijanie przy Centralnym Komitecie Katolików Niemieckich i prof. dr Stanisława Krajewskiego (Warszawa), współprzewodniczącego Polskiej Rady Chrześcijan i Żydów.

## Odznaczenia (wybór)

### niemieckie
- 2015: Krzyż Zasługi I Klasy Republiki Federalnej Niemiec[3]

- 2010: Złoty Krzyż Honorowy Bundeswehry[4][5]
- 2011: Nagroda Pokojowa Centralnego Instytutu Archiwum Islamskie w Niemczech im. Mohammada Nafi Tschelebi[6]
- 2001: Nagroda im. Israela Jacobsona

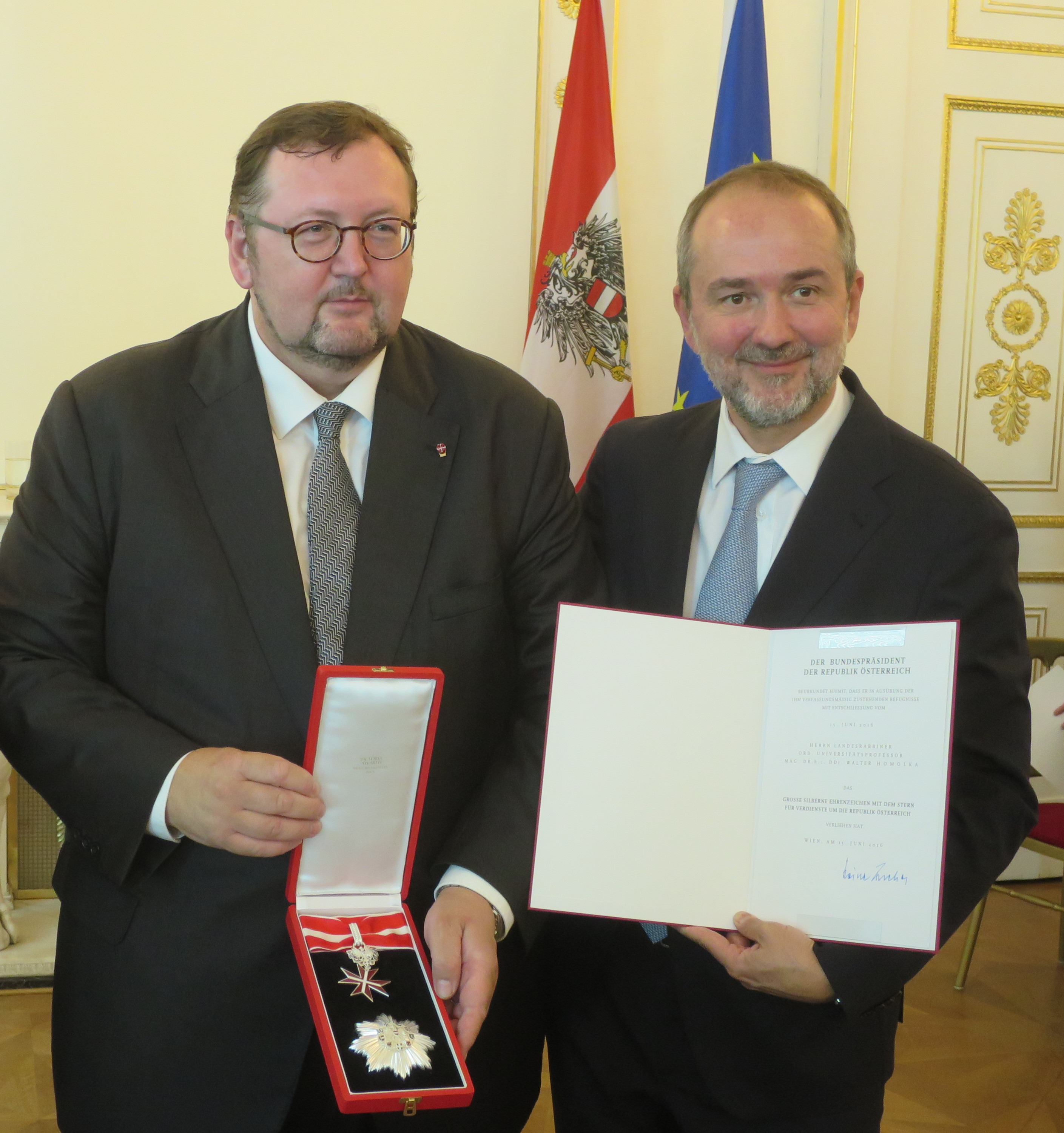
Walter Homolka otrzymuje Wielką Srebrną Odznakę Honorową z Gwiazdą za Zasługi dla Republiki Austrii (2016)

### austriackie
- 2016: Wielka Srebrna Odznaka Honorowa z Gwiazdą za Zasługi dla Republiki Austrii
- 2006: Wielka Srebrna Odznaka Honorowa za Zasługi dla Republiki Austrii
- 2001: Krzyż Honorowy za Zasługi dla Nauki i Sztuki Republiki Austrii[7]
- 2002: Złota Odznaka Honorowa Kraju Związkowego Dolnej Austrii
- 2002: Srebrna Odznaka Honorowa Kraju Związkowego Wiednia

### międzynarodowe
- 2018: Tytuł „Człowiek Pojednania” przyznany przez Polską Radę Chrześcijan i Żydów
- 2002: Oficer Narodowego Orderu Zasługi Republiki Rumunii (Serviciul Credincios)
- 2004: Kawaler Orderu Legii Honorowej (Francja)
- 2002: Kawaler Narodowego Orderu Republiki Włoskiej
- 2009: Doctor Humanarum Litterarum Hebrew Union College w Nowym Jorku[8]
- 1999: Honorowe obywatelstwo miasta Nowego Orleanu